# Mus shortridgei
Mus shortridgei és una espècie de mamífer rosegador de la família dels múrids. Viu a Cambodja, Laos, Myanmar, Tailàndia i el Vietnam. Els seus hàbitats naturals són les zones d'herba seca o bambú pigmeu situades als boscos secs de dipterocarpàcies. És una espècie en risc mínim, és a dir, no sembla que hi hagi cap amenaça significativa per a la seva supervivència. Aquest tàxon fou anomenat en honor del zoòleg britànic Guy Chester Shortridge.